# Flogen (Gagnefs socken, Dalarna)
Flogen är en sjö i Gagnefs kommun och Leksands kommun i Dalarna och ingår i Dalälvens huvudavrinningsområde. Sjön har en area på 0,478 kvadratkilometer och ligger 150,9 meter över havet. Sjön avvattnas av vattendraget Dalälven (Österdalälven).

## Delavrinningsområde
Flogen ingår i det delavrinningsområde (672055-145655) som SMHI kallar för Utloppet av Flogen. Medelhöjden är 158 meter över havet och ytan är 1,27 kvadratkilometer. Räknas de 1088 avrinningsområdena uppströms in blir den ackumulerade arean 12 345,44 kvadratkilometer. Avrinningsområdets utflöde Dalälven (Österdalälven) mynnar i havet. Avrinningsområdet består mestadels av öppen mark (17 procent) och jordbruk (46 procent). Avrinningsområdet har 0,44 kvadratkilometer vattenytor vilket ger det en sjöprocent på 34,8 procent. Bebyggelsen i området täcker en yta av 0,01 kvadratkilometer eller 1 procent av avrinningsområdet.